# Parafia Matki Bożej Królowej Polski w Edmonton
Parafia Matki Bożej Królowej Polski w Edmonton (ang. Our Lady Queen of Poland Parish) – parafia rzymskokatolicka położona w Edmonton, w prowincji Alberta w Kanadzie.
Jest ona parafią w archidiecezji archidiecezji Edmonton, z mszą w języku polskim dla polskich imigrantów.
Ustanowiona w 1987 roku. Parafia została dedykowana Matce Bożej Królowej Polski.

## Historia parafii
5 listopada 1989 roku, została odprawiona pierwsza msza św. w nowo zakupionym budynku kościoła. 21 października 1990 roku arcybiskup Edmonton poświęcił odnowiony kościół Matki Bożej Królowej Polski.
2 października 1996 roku nastąpiła konsekracja nowo zainstalowanego dzwonu.

## Grupy parafialne
- Towarzystwo Żywego Różańca
- Koło Misyjne
- Rycerze Kolumba
- Mali Rycerze Miłosiernego Serca Jezusowego
- Ruch Rodzin Nazaretańskich
- Żywy Różaniec Ojca Pio

## Szkoły
- Polska Szkoła Matki Bożej Królowej Polski

## Zakony pomocnicze
- Zgromadzenie Sióstr Najświętszego Imienia Jezus

## Nabożeństwa w j. polskim
- Niedziela – 9:00; 11:00; 18:00